# Амидол
Амидо́л (дигидрогидрохлори́д 2,4-диаминофено́ла, солянокислая соль 2,4-диаминофенола) — органическое соединение с химической формулой C6H3(NH2)2OH · 2HCl, производное 4-аминофенола, используется как проявляющее вещество в фотографии.
Синонимы: диомет, акрол, дианол.

## История
Проявляющая способность амидола открыта в 1891 году доктором М. Андресеном, описавшем своё открытие в немецком патенте № 60 174.

## Физические и химические свойства
Выглядит как бесцветные или светло-серые кристаллы. Темнеет от времени. При нагревании разлагается не плавясь. Хорошо растворяется в воде (20 г / 100 мл при 20 °C), плохо растворим в спирте, эфире. Растворы имеют кислую реакцию.

### Проявляющие свойства
Амидол представляет собой 4-аминофенол с добавленной аминогруппой во втором положении, что значительно усиливает активность и делает амидол одним из самых активных среди известных проявителей. В отличие от большинства других проявляющих веществ, например, гидрохинона, сохраняет проявляющие свойства в слабокислых растворах, начиная проявлять при pH = 4, поэтому в составы на основе амидола не обязательно добавление щёлочи. Хотя в кислых растворах активность амидола невысока, но уже в слабощелочных растворах сульфита он оказывает энергичное воздействие на обрабатываемую эмульсию.
Существуют и более активные проявляющие вещества, чем амидол, хотя они не получили сколь-либо широкого распространения. Например, большей активностью обладает 2,3,4-триаминофенол и дальнейшее увеличение числа групп -OH или -NH2 также может увеличивать фотографическую активность производных соединений, однако, для таких высокоактивных веществ сильно падает избирательность. Как следствие, триаминофенолы в нейтральных и щелочных растворах вообще не обладают достаточной избирательностью, восстанавливая всё галогенированное серебро и давая сильную вуаль на фотоматериале, а нормально проявляют только в кислых средах. Амидол, таким образом, по соотношению активности и вуалирования занимает предельно возможное положение, которое еще пригодно для практического применения в фотографии. Тем не менее, в зависимости от состава проявителя и чистоты реактивов, проявители с амидолом в определённых ситуациях также могут вызывать вуалирование фотоматериалов, что считается недостатком данного проявляющего вещества и рассматривается как недостаточная стабильность проявляющих составов.
Одной из основных причин появления вуалирования является чистота сульфита натрия, что обусловлено содержанием в продажном реактиве нескольких процентов карбоната натрия, что, в свою очередь, сильно изменяет pH приготовленных растворов, приводя к таким же сильным колебаниям активности амидола. Для обеспечения гарантированной стабильности фотограф может прибегнуть к упрощённому анализу в процессе приготовления проявителя. Для этого сульфит натрия отдельно готовят в виде 25 % раствора, затем нейтрализуют его метабисульфитом калия, используя индикацию фенолфталеином до исчезновения окраски последнего.
Растворы амидола подвержены быстрому окислению кислородом воздуха, при этом замечено, что избыток сульфита ускоряет окисление. Для замедления окисления готовых растворов предлагались различные соединения, например борная и молочная кислоты. Для улучшения хранимости концентратов амидола рекомендовалось использовать совместно двухлористое олово и винную кислоту, что увеличивает их сохранность в несколько раз. Еще одним способом увеличения стабильности является использование амидола в смеси с 1,4-фенилендиамином и бисульфитом натрия. Продукты окисления имеют интенсивный красно-коричневый цвет, и оставляют трудноудаляемые пятна на одежде и коже.
Были получены и исследованы производные амидола, имеющие бо́льшую стабильность в растворах и меньшую склонность к образованию пятен. Для синтеза таких проявляющих веществ необходимо замещать аминогруппы, получая, например: 4-амино-2-бензиламинофенол или 2-амино-4-(4-гидроксибензиламино)-фенол.

### Десенсибилизирующие свойства
Исследования Х. Люппо-Крамера показали, что окисленный амидол обладает десенсибилизирующими свойствами. Предварительная обработка ортохроматических фотопластинок в тёплом растворе окисленного амидола в течение 10 минут позволяет проводить дальнейшее проявление с наблюдением при жёлтом свете. Растворы неокисленного амидола десенсибилизирующими свойствами не обладают и светочувствительные материалы полностью засвечиваются при попытке такого проявления.
Эффект десенсибилизации был объяснён конденсацией двух молекул амидола, происходящей в ходе процесса окисления, в имино-хинонное соединение, напоминающее по своей структуре феносафранин:
Аналогичные соединения с гидроксильными группами (сафранинон, сафранол) не обладают десенсибилизирующими свойствами, поэтому предполагается, что обе гидроксильные группы получающегося соединения должны превратиться в карбонильные для достижения описываемых свойств, наблюдаемых экспериментально. Структурные формулы родственных соединений, обладающих десенсибилизирующими свойствами:

Сафранин
Феносафранин

## Получение
Получают восстановлением 2,4-динитрофенола водородом в соляной кислоте.

## Применение
Используется в микроскопии как восстановитель и в аналитической химии. В колориметрии применяют при определении нитритов, нитратов, кислорода, хроматов, золота, кремния. Также используется при определении аммиака и формальдегида.
Применяется в фотографии, в составе фотографических проявителей в качестве проявляющего вещества. Приготовленный проявитель может храниться перед использованием не более 5 часов в закрытом сосуде, залитом под пробку. При проявлении бромосеребряных фотобумаг дает красивые сине-чёрные тона. Рекомендовался для применения с диапозитивными фотопластинками, а также для компенсации передержек и недодержек.
Недостаток амидола как проявляющего вещества — склонность к образованию вуали. Чувствителен к бромистому калию и температуре. Оптимальная температура для проявления — 18 °C.

### Тональность
Проявляющие растворы амидола способны давать на позитивных фотоматериалах изображения различной тональности в диапазоне от сине-чёрных до оливково-коричневых оттенков. Регулируется эта тональность количеством бромида калия. 4-5 капель 10 % раствора дают синеватый тон, увеличение до 30 капель приводят к максимальному изменению в тёплую сторону.

## Безопасность
Ядовит.